# Fulvio Testi
Pour les articles homonymes, voir Testi.
Fulvio Testi né le 23 août 1593 à Ferrare et mort le 28 août 1646 à Modène est un poète italien du XVIIe siècle.

## Biographie
Fulvio Testi naquit à Ferrare le 23 août 1593 ; quelques années après il quitta cette ville avec son père, simple pharmacien, pour suivre à Modène son prince, dépossédé d'une partie de ses États. Il fit ses premières études chez les jésuites, à Modène : et à l'âge de treize ans, il fut envoyé à l'Université de Bologne, où, malgré son extrême jeunesse, il mérita d'être admis à l'académie des Ardenti. Revenu au sein de sa famille, il obtint une place de commis dans les bureaux de César d'Este. Dans ses loisirs, il composa des vers qui eurent beaucoup de succès.
Il se rendit à Rome, et de là à Naples, pour connaître Marino ; la célébrité dont jouissait ce poète lui fit croire qu'il fallait suivre sa manière, si l'on voulait être applaudi comme lui, et telle aurait toujours été son opinion, si Alessandro Tassoni, qu'il connut à Rome, ne l'eût désabusé. Testi, à l'âge de vingt ans, avait déjà publié un volume de Rime. Cette première production révélait dans le jeune poète plus de vanité que de goût ; il chercha bientôt à la corriger, mais elle conserva toujours quelques traces du style auquel il venait de renoncer.
Ayant commencé à briller sur le Parnasse, Testi voulut aussi figurer dans les cours, et il y éprouva d'étranges vicissitudes, qui furent souvent le sujet ou le résultat de ses vues. Il avait, en 1617, dédié la seconde édition de ses Rime à Charles-Emmanuel, duc de Savoie ; et comme ce prince était en guerre avec l'Espagne, il crut le flatter en se permettant des expressions peu mesurées contre l'ambition de la cour de Madrid. Cette liberté le fit reléguer par son prince dans une maison de campagne. Après onze mois d'exil, il obtint son rappel par une requête en vers fort touchante ; et le duc de Savoie, pour le dédommager de ce qu'il venait de souffrir, le nomma chevalier de Saint-Maurice.
A dater de cette époque la vie de Testi ne fut plus qu'une alternative de faveurs et de disgrâces : on le vit célébrer tour à tour l'éclat des cours ou les avantages de l'obscurité, de sorte qu'on trouve toujours ses vers en opposition avec ses goûts et sa manière de vivre. Il avait cependant assez d'esprit et de talent pour figurer parmi les courtisans et pour manier les affaires les plus difficiles. Il fut envoyé auprès d'Urbain VIII, et il en obtenait tout ce qu’il demandait, en lui faisant accroire que ses vers étaient souvent récités par son prince, qui ne les connaissait nullement. Envoyé ministre en Espagne, il s'y fit tellement estimer, que Philippe IV lui accorda une riche commanderie et le créa chevalier de Saint Jacques. Son duc, François Ier, le combla également de fiefs et d'honneurs, et Testi parvint à jouer le premier rôle parmi les courtisans de ce prince.
Malheureusement il n'avait ni la force de vaincre son orgueil ni le talent de le dissimuler. Il méprisait ses collègues et ne souffrait pas qu'on le payât de retour. Quelquefois il se dégoûtait de la cour au point de l'abandonner pour se retirer à la campagne ; et dans sa retraite il soupirait encore après la cour. Ainsi, ayant quitté l'emploi de ministre et de secrétaire d'État, il alla dans la Garfagnana gouverner des montagnards sur les Alpes ; et, tout en louant la bonté de ces peuples et la paix dont il jouissait auprès d'eux, il importunait tous les jours son prince pour obtenir son retour auprès de lui, et y reprendre son emploi, dans l'intention de se venger de la petite cour de Modène, ou plutôt pour suivre des projets d'ambition encore plus hardis.
Il reparut un instant sur la politique, en prenant part aux conférences Castel Giorgio, d’Acquapendente et de Venise, pour la stipulation du traité qui devait terminer la guerre de Castro ; ce furent les derniers services qu’il rendit à sa patrie. En 1646, il eut le tort d’entretenir une correspondance secrète avec le cardinal Mazarin, et d’en accepter, à l’insu de son maître, la nomination de secrétaire du protectorat de France à Rome. Une lettre de l’abbé de St-Nicolas, agent de la cour de France en Italie, tomba dans les mains du duc de Modène et l’éclaira sur la conduite de son protégé, qu’il fit arrêter sur-le-champ. On a cru assez généralement qu’il en avait ordonné le supplice : d’autres, sur la foi de Francesco Saverio Quadrio, ont répété qu’un homme puissant, contre lequel le poète avait lancé une pièce satirique, ne fut pas étranger à la fin tragique de Testi. Mais, dans le Mercure de Vittorio Siri, (t. 6, p. 295), on a les détails sur les derniers moments de ce ministre que le duc François Ier allait rendre à la liberté, lorsqu’on vint lui apporter la nouvelle de sa mort, arrivée le 28 août 1646.
Sa mort a fait sensation dans tout l'Europe. Dans sa lettre à Girolamo Graziani du 11 janvier 1667, Jean Chapelain lui demande des détails sur la mort du comte Fulvio Testi, «ce grand et malheureux poète», ajoutant : «Le monde a parlé diversement de sa mort aussi bien que de la cause de sa disgrace et de sa prison, ce qui me donne curiosité d'apprendre de vous le vray de ce qui s 'en peut sçavoir, à condition toutesfois de le tenir secret, s'il vous importoit que la connoissance en demeurast supprimée.»
Les vicissitudes et les malheurs qu'éprouva ce poète contribuèrent sans doute à lui faire mieux connaître la société et son siècle, et il en fit souvent le sujet de ses vers. À l'entendre déclamer contre les vices dont lui-même était entaché, on croirait qu'il possédait toutes les vertus et qu'il mérite d'être rangé parmi les philosophes les plus austères. Mais il passe facilement de ce ton grave et sévère à un ton tout opposé, qui est celui de l'ami du plaisir. Testi avait pris Horace pour modèle ; et peut être voulut-il, à son exemple, paraître aussi tantôt stoïcien et tantôt épicurien ; mais il ne sut pas comme lui apprendre de Zénon et d'Épicure à se faire une vie tranquille et indépendante. Du reste, il a réussi mieux que tout autre à imiter le style du poète latin, dont il a quelquefois l'esprit et le coloris. Souvent ses tableaux sont pleins de vie, son élocution claire et coulante, l'harmonie de ses vers noble et spontanée. Mais, soit reste de sa première éducation, soit plutôt excès de verve, il n’évite pas toujours quelques traits d'esprit et une sorte d'abondance qui prêtent tour à tour à son style, tantôt de la recherche, tantôt de la négligence. Toutefois ces taches, qui d'ailleurs se présentent rarement, ne peuvent nuire aux beautés vraiment supérieures qui distinguent ses ouvrages.

## Œuvres
Il nous reste de lui, des poésies diverses (Rime), parmi lesquelles des odes, écrites à l'imitation d'Horace, dont la Canzone adressée à Montecuccoli. Ses Œuvres choisies ont été publiées à Modène en 1817.

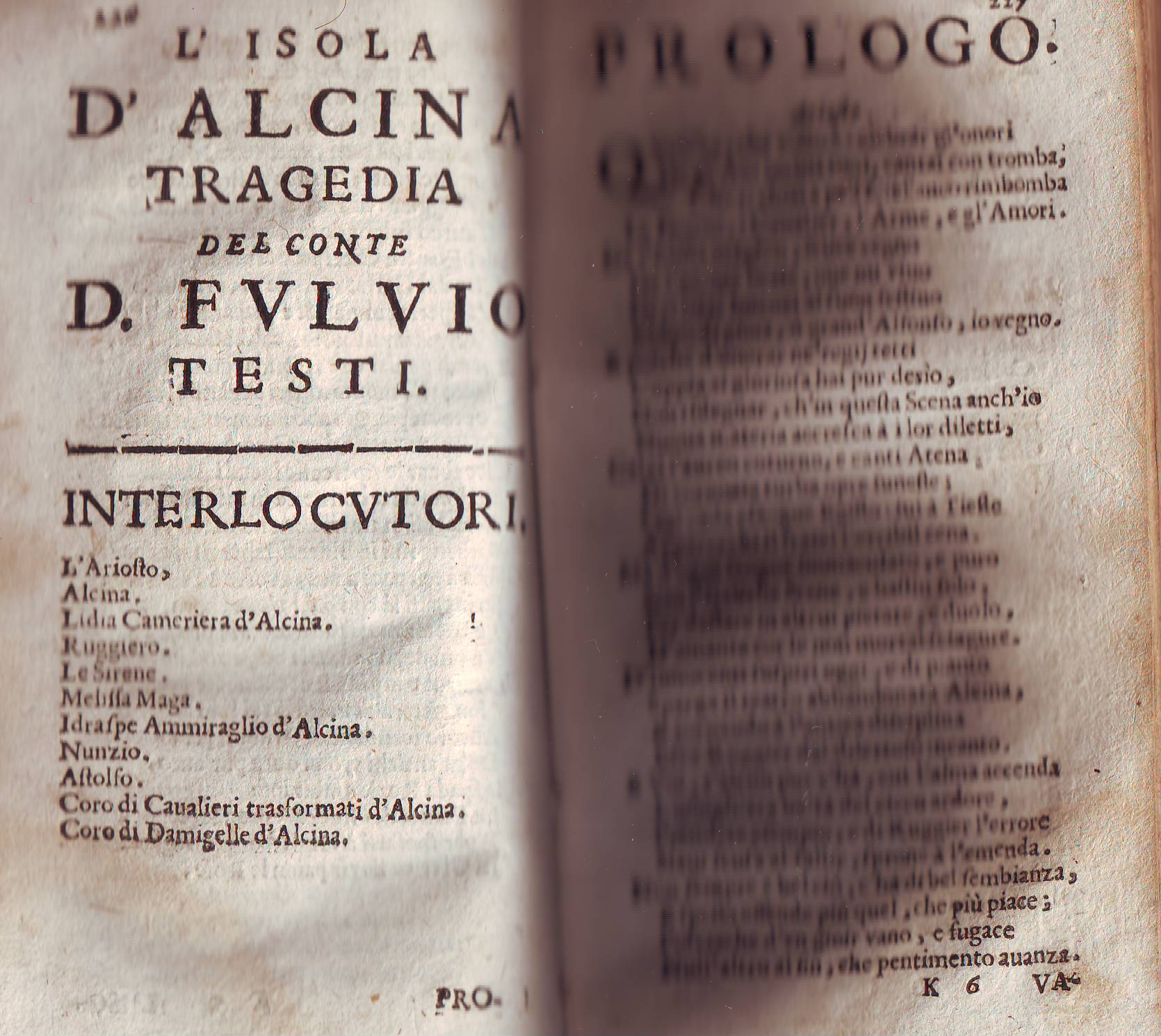
Page de titre de la tragédie L'Isola di Alcina de Testi

### Lyriques
- Rime, Venise, 1613, in-12, et ibid., 1653, édition plus complète que les précédentes : elle contient, outre les différents morceaux lyriques, un drame intitulé L'Arsinda, ou la Discendenza de' Principi d'Este ; le premier chant d'un poème épique, qui a pour titre Costantino ; le commencement d'un second poème sur la Conquête des Indes, et une tragédie intitulée L'isola di Alcina.
- Poesie liriche, Modena, presso Giuliano Cassani, 1627 (lire en ligne)
- Opere scelte, vol. I (Poesie), Modena, Presso la Società tipografica, 1817 (lire en ligne)

### Politiques
- L'Italia all'inuittissimo, e gloriosissimo prencipe Carlo Emanuel Duca di Sauoia, Torino, s.e., 1618 (lire en ligne). Ce petit poème, composé de quarante-trois stances, est excessivement rare, ayant été supprimé à la demande du gouverneur de Milan. Le poète y représente le malheureux état de l'Italie sous la domination espagnole. C'est un chef-d'œuvre de poésie.
- Ristretto delle ragioni che la serenissima Casa d'Este ha colla Camera apostolica, con le risposte di Roma, & contrarisposte per parte del serenissimo di Modena, s.e., s.l. 1643.
- Scritti inediti, Tip. Negri alla Pace, Ferrara 1838.
- Le filippiche e due altre scritture contro gli spagnuoli, (sous le pseudonyme de Fulvio Savojano), éd. F. Bartoli, Sonzogno, Milano 1902.

### Lettres
- Opere scelte, vol. II (Lettere), Modena, Presso la Società tipografica, 1817 (lire en ligne)
- Lettere inedite in nome del duca Francesco I. a Francesco Sassatelli, luogotenente di Vignola, s.e., Modena 1841.
- « Lettere inedite », Memorie di religione, di morale e di letteratura, Modena, Real tip. Soliani,‎ 1843, p. 49-85 (t. XV) e 333-346 (t. XVI) (lire en ligne, consulté le 20 août 2019).
- Quattro lettere inedite del Conte Fulvio Testi, éd. A. Lazzari, Faenza, Conti, 1892.
- Lettere, 3 voll. (1609-1633, 1634-1637, 1638-1646), a cura di M.L. Doglio, Laterza, Bari 1967.